# 동프랑크 왕국
동프랑크 왕국(라틴어: regnum Francorum orientalium 레그눔 프란코눔 오리엔탈리움[*], 독일어: Ostfrankenreich 오스트프란켄라이흐[*])은 843년 베르됭 조약으로 세 부분으로 나뉜 카롤링거 왕가의 프랑크 왕국 중에서 동쪽에 있던 왕국을 말한다. 독일왕 루트비히가 차지한 영토이다. 동프랑크 왕국은 나중에 신성 로마 제국과 현대의 독일의 모태가 되었다. 동프랑크 왕국은 4개의 공작령으로 나누는데 슈바벤, 프랑켄, 작센 그리고 바이에른이다.
869년 로타르 2세가 죽자 로트링겐도 동프랑크 왕국으로 편입되었다. 이는 1268년 호엔슈타우펜 왕가가 끝날 때까지 유지되었다. 911년 유아왕 루트비히가 사망하고 왕통이 단절되면서 선거에 의해 왕이 선출되는 독일 왕국으로 변화하였다. 동프랑크 라는 명칭은 11세기 초까지도 형식적으로 존재했다. 동부 프랑크인의 왕(rex Francorum orientalium)이라는 칭호는 1024년 콘라트 2세가 최후로 사용하였다. 1028년 콘라트 2세에 의해 독일 왕으로 선임된 하인리히 3세는 로마인의 왕, 혹은 독일인의 왕이라는 칭호를 사용하였다.

## 역대 군주
- 독일왕 루트비히
- 루트비히 3세
- 카를 3세
- 케른텐의 아르눌프
- 프랑크의 루트비히 4세

## 같이 보기
- 독일의 군주